# بيير بورديو

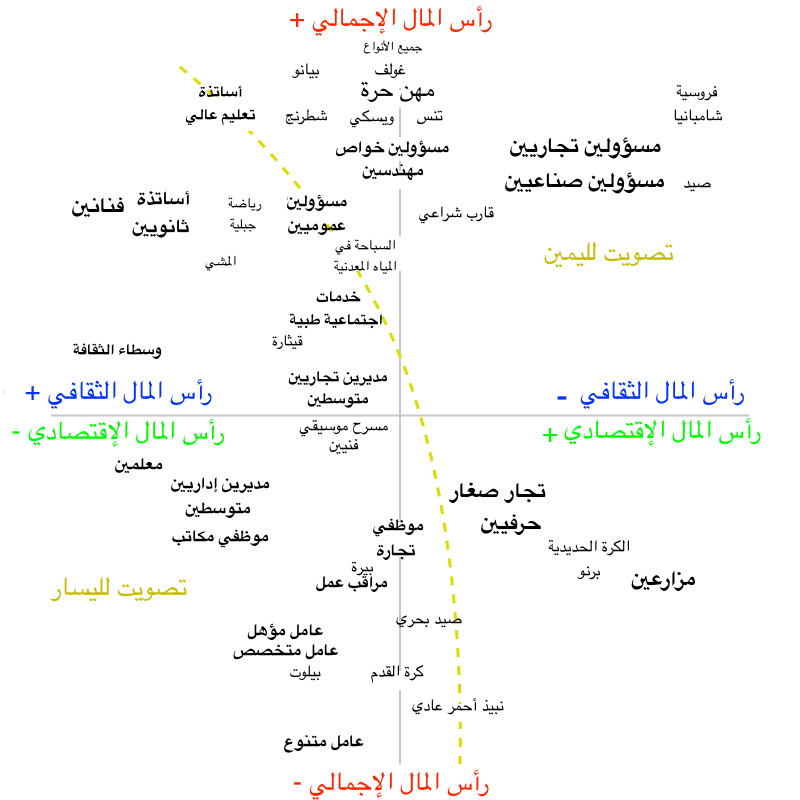
بياني تخطيطي يوضح الفضاء الاجتماعي الفرنسي حسب بيير بورديو.
(اضغط على الصوره لتكبيرها بالعربية)

پيير بورديو (بالفرنسية: Pierre Bourdieu)‏ (1 أغسطس 1930 – 23 يناير 2002) عالم اجتماع فرنسي، أحد الفاعلين الأساسيين بالحياة الثقافية والفكرية بفرنسا، وأحد أبرز المراجع العالمية في علم الاجتماع المعاصر، بل إن فكره أحدث تأثيرا بالغا في العلوم الإنسانية والاجتماعية منذ منتصف الستينيات من القرن العشرين.
بدأ نجمه يبزغ بين المتخصصين انطلاقًا من الستينيات بعد إصداره كتاب الورثة عام 1964 (مع جون-كلود پـاسرون) وكتاب إعادة الإنتاج عام 1970 (مع المُؤلِّف نفسه)، وخصوصا بعد صدور كتابه التمييز/التميز عام 1979. وازدادت شهرته في آخر حياته بخروجه في مظاهرات ووقوفه مع فئات المُحتجِّين والمُضربين.
اهتم بتناول أنماط السيطرة الاجتماعية بواسطة تحليل مادي للإنتاجات الثقافية يَكفُل إبراز آليات إعادة الإنتاج المتعلقة بالبنيات الاجتماعية، وذلك بواسطة علم اجتماعي كلي يستنفر كل العتاد المنهجي المتراكم في مختلف مجالات المعرفة عبر التخصصات المتعددة للكشف عن البنيات الخفية التي تُحدِّد أنماط الفاعلية على نحو ضروري، مِمّا جعل نُقّاده ينعتون اجتماعياته بالحتمانية، على الرغم من أنه ظل، عبر كتاباته وتدخلاته، يدفع عن تحليلاته مثل ذلك النعت.

## المفاهيم الأساسية
انتقد بورديو تغاضي الماركسية عن العوامل غير الاقتصادية، إذ أن الفاعلين المسيطرين، في نظره، بإمكانهم فرض منتجاتهم الثقافية (مثلا ذوقهم الفني) أو الرمزية (مثلا طريقة جلوسهم أو ضحكهم وما إلى ذلك). فالعنف الرمزي (أي قدرة المسيطرين على حجب تعسف هذه المنتجات الرمزية و، بالتالي، على إظهارها على أنها شرعية) دور أساسي في فكر بيير بورديو.
معنى ذلك أن كل سكان سوريا، مثلا، بما فيهم الفلاحون سيعتبرون لهجة الشام مهذبة أنيقة واللهجات الريفية غليظة جدًا رغم أن اللهجة الشامية ليست لها قيمة أعلى بحد ذاتها. وإنما هي لغة المسيطرين من المثقفين والساسة عبر العصور وأصبح كل الناس يسلّمون بأنها أفضل وبأن لغة البادية رديئة. فهذه العملية التي تؤدي بالمغلوب إلى أن يحتقر لغته ونفسه وأن يتوق إلى امتلاك لغة الغالبين (أو غيرها من منتجاتهم الثقافية والرمزية) تعد أحد مظاهر العنف الرمزي.

## الحقول الاجتماعية
يرى بورديو أن العلاقات الاجتماعية، في المجتمعات الحديثة، تنقسم إلى حقول، أي فضاءات اجتماعية أساسها نشاط معيَّن (مثلا: الصحافة، الأدب، كرة القدم، إلخ.) يتنافس فيها الفاعلون لاحتلال مواقع السيطرة (مثلا، يريد الصحافي أن يشتغل في أوسع وأقوى جريدة وبعدها يحاول أن يحصل على أعلى منصب في تلك الجريدة، إلخ.). فعلى غرار التصور الماركسي، يبدو العالم الاجتماعي، عند بورديو، ذا طبيعة تنازُعيَّة، بيد أنه يؤكد أن التنازعات المكوِّنة للعالم الاجتماعي تخص مختلف الحقول وليست مجرد صراع بين طبقات معينة وثابتة(مثلا، ليست بين الأغنياء والفقراء فقط، بل بين الاغنياء والاغنياء وأيضا بين الفقراء والفقراء).

## الهابتوس
الهابتوس من المفاهيم الأساسية في العمل النظري عند بورديو. ويتحدد باعتباره نسق الاستعدادات الدائمة والقابلة للنقل التي يكتسبها الفاعل الاجتماعي من خلال وجوده في حقل اجتماعي بالعالم الاجتماعي حيث يعيش. ويترجم هذا المصطلح في العربية بلفظ التطبُّع أو السجيّة أو السَّمْت. ولعل اللفظ الأخير أقرب لأداء المعنى المطلوب، من حيث أنه يدل أصلًا على الهيئة أو الْحال، على الرغم من أن لفظ المَلَكة كما استعمله بالخصوص ابن خلدون يُمكنه أداء المعنى نفسه، خصوصا أن الأمر يتعلق بمفهوم يجد جذوره في فلسفة أرسطو. ويلعب هذا المفهوم دورا مركزيا في عمل بورديو النظري، إلى جانب مفهومي الحقل والعنف الرمزي. فالفاعل الاجتماعي يكتسب، بشكل غير واع، مجموعة من الاستعدادات من خلال انغماسه في محيطه الاجتماعي تمكِّنه من أن يُكيِّف عمله مع ضرورات المعيش اليومي (مثلا، يُطوِّر الفلاح عادات ذهنية وسلوكية معينة يُطبِّقها على كل المشكلات التي يواجهها في وسطه). ويختلف الهابتوس باختلاف الحقول التي يكون الفاعل الاجتماعي طرفا فيها وباختلاف الموقع الذي يحتله في مجاله الخاص.

## الانعكاسية
ظل بورديو يؤكد أن مكتسبات البحث العلمي يجب أن تُسلَّط على تحليل شروط اشتغال الباحث نفسه بما هو ذات مُنتِجة للمعرفة، أي لا بد من ممارسة تفكير انعكاسي على ضوء نتائج العلم، خصوصا العلم الاجتماعي. ومن هنا تأتي ضرورة أن يقوم الباحث الاجتماعي بتحليل عمله وخطابه ونشاطه تحليلا انعكاسيًا (ذاتيًا). ولعل أبرز تطبيق لهذا يوجد في كتاب الإنسان الأكاديمي الذي تناول فيه بورديو مجموع الشروط التي تُحدِّد بروز واشتغال المتخصص كأستاذ جامعي أو مثقف أكاديمي. وتتمثل أهمية الانعكاسية في كونها تجعل الباحث يستعمل الاكتشافات المترتبة على ممارسته العلمية ليغربل دوره وليكشف العوامل الناتجة عن تاريخه الشخصي التي تَشرُط حاله كذات مفكرة والتي تؤثر على ممارسته العلمية وتُشوِّش رؤيته للمجتمع بدون وعي منه في غالب الأحيان. ولذا يعد التحليل الانعكاسي، بما هو تحليل-اجتماعي، شرطًا لا غنى عنه لكل ممارسة علمية حقيقية.

## أهم أعماله
أنتج بيير بورديو أكثر من 30 كتابًا ومئات من المقالات والدراسات التي ترجمت إلى أبرز الألسن في العالم والتي جعلته يتبوأ مكانة بارزة بين الأسماء البارزة في علم الاجتماع والفكر النقدي منذ نهاية الستينيات من القرن الماضي.
- اجتماعيات الجزائر (1958).
- الورثة. الطلبة والثقافة (1964).
- الاجتثاث مع عبد المالكـ سياد (1964).
- الشغل والعمال مع ألان داربل (1964).
- فن متوسط مع آخرين (1965).
- حب الفن مع آخرين (1966).
- في اجتماعيات الأشكال الرمزية بالألمانية (1970).
- إعادة الإنتاج. أصول نظرية في نظام التعليم (1970).
- جزائر الستينات (1977).
- التمييز-التميز. النقد الاجتماعي لِحُكم الذوق (1979).
- الحس العملي (1980).
- ما معنى أن تتكلم. اقتصاد التبادلات اللغوية (1982).
- درس في الدرس (1982).
- مسائل في علم الاجتماع (1984).
- الإنسان الأكاديمي (1984).
- أشياء مقولة (1987).
- الأنطولوجيا السياسية عند مارتن هيدغر (1988).
- إجابات. من أجل انسيات انعكاسية (1992).
- قواعد الفن. تكوُّن وبنية الْحقل الْأدبي (1992).
- بؤس العالم مع آخرين (1993).
- تبادل-حر مع هانز هانك (1994).
- علل عملية. في نظرية العمل (1994).
- في التلفزة (1996).
- الاستعمالات الاجتماعية للعلم من أجل اجتماعيات عيادية للحقل (1997).
- تأملات باسكالية (1997).
- السيطرة الذكورية (1998).
- البنيات الاجتماعية للاقتصاد (2000).
- علم العلم والانعكاسية (2001).
- تدخلات. العلم الاجتماعي والعمل السياسي 1961-2001، (2002).
- حفلة رقص العزاب: أزمة المجتمع القروي ببيارن، 2002.
- صور للجزائر. قُرب انتقائي (2003).
- توطئة لتحليل-ذاتي (2004).
- إنتاج الإديولوجيا المسيطرة مع لوكـ بولتانسكي (2008).
- توطئات جزائرية مع تسعديت ياسين (2008).
- عالم الاجتماع والمؤرخ مع روجي شارتيي (2010).
- في الدولة. درس بالكوليج دو فرانس 1989-1992 (2012).

### أعماله المترجمة إلى العربية
- درس في الدرس (عبد السلام بنعبد العالي)،1986.
- حرفة عالم الاجتماع (نظير جاهل)، 1993.
- العنف الرمزي. بحث في أصول علم الاجتماع التربوي (نظير جاهل)،1994.
- أسئلة علم الاجتماع (إبراهيم فتحي)، 1995.
- أسئلة علم الاجتماع. في علم الاجتماع الانعكاسي عبد الجليل الكور،1997.
- قواعد الفن (إبراهيم فتحي)، 1998.
- التلفزيون وآليات التلاعب بالعقول (درويش الحلوجي)، 1999.
- أسباب عملية، إعادة النظر بالفلسفة، (أنور مغيث)، 1998؛ ثم بعنوان:العقلانية العملية. حول الأسباب العملية ونظريتها (عادل العوا)، 2000.
- السيطرة الذكورية (أحمد حسان)،2001 ؛ ثم الهيمنة الذكورية (سلمان قعفراني)، 2009.
- بؤس العالم (محمد صبح)، 2001.
- إعادة الإنتاج، (ماهر تريميش)، 2008.

## هوامش
- توجد دراسة جيدة عن كتاب «بؤس العالم» للمؤلف في موقع مجلة الكرمل قام بها الكاتب والمترجم كاظم جهاد. www.alkarmel.org
- HyperBourdieu@WorldCatalogue

## روابط خارجية
- بيير بورديو على موقع IMDb (الإنجليزية)
- بيير بورديو على موقع الموسوعة البريطانية (الإنجليزية)
- بيير بورديو على موقع مونزينجر (الألمانية)
- بيير بورديو على موقع ألو سيني (الفرنسية)
- بيير بورديو على موقع ميوزك برينز (الإنجليزية)
- بيير بورديو على موقع إن إن دي بي (الإنجليزية)
- بيير بورديو على موقع قاعدة بيانات الفيلم (الإنجليزية)